# Fulton (Ohio)
Fulton is een plaats (village) in de Amerikaanse staat Ohio, en valt bestuurlijk gezien onder Morrow County.

## Demografie
Bij de volkstelling in 2000 werd het aantal inwoners vastgesteld op 264.
In 2006 is het aantal inwoners door het United States Census Bureau geschat op 277, een stijging van 13 (4,9%).

## Geografie
Volgens het United States Census Bureau beslaat de plaats een oppervlakte van
0,4 km², geheel bestaande uit land.

## Plaatsen in de nabije omgeving
De onderstaande figuur toont nabijgelegen plaatsen in een straal van 12 km rond Fulton.